# Lijst van voetbalinterlands China - Sri Lanka
Deze lijst van voetbalinterlands is een overzicht van alle officiële voetbalwedstrijden tussen de nationale teams van China en Sri Lanka. De landen speelden tot op heden twee keer tegen elkaar. De eerste ontmoeting, een vriendschappelijke wedstrijd, werd gespeeld in Colombo op 3 september 1972.  Het laatste duel, eveneens een vriendschappelijke wedstrijd, vond plaats op 12 september 1972 in Colombo.

## Wedstrijden
| № | Plaats  | Datum             | Competitie        | Wedstrijd         | Uitslag |
| - | ------- | ----------------- | ----------------- | ----------------- | ------- |
| 1 | Colombo | 3 september 1972  | Vriendschappelijk | Sri Lanka – China | 2 – 3   |
| 2 | Colombo | 12 september 1972 | Vriendschappelijk | Sri Lanka – China | 0 – 1   |

## Samenvatting
| Competitie        | Totaal gespeeld | Winst China | Gelijk | Winst Sri Lanka | Doelsaldo China – Sri Lanka |
| ----------------- | --------------- | ----------- | ------ | --------------- | --------------------------- |
| Vriendschappelijk | 2               | 2           | 0      | 0               | 4 − 2                       |
| Totaal            | 2               | 2           | 0      | 0               | 4 – 2                       |

Wedstrijden bepaald door strafschoppen worden, in lijn met de FIFA, als een gelijkspel gerekend.
CFA · A-internationals · Selecties · Bondscoaches · Statistieken · Chinees vrouwenelftal · China U21 · China U20 · China U19 · China U18 · China U17
1948 – 1969 · 
1970 – 1979 · 
1980 – 1989 · 
1990 – 1999 · 
2000 – 2009 · 
2010 – 2019 ·
2020 − 2029
Azië Cup 1976 · 
Azië Cup 1980 · 
Azië Cup 1984 · 
Azië Cup 1988 · 
Azië Cup 1992 · 
Azië Cup 1996 · 
Azië Cup 2000 · 
Azië Cup 2004 · 
Azië Cup 2007 · 
Azië Cup 2011
WK 2002
OS 1988 · 
OS 2008
1948 · 
1949–1951 · 
1952 · 
1953–1955 · 
1956 · 
1957 · 
1958 · 
1959 · 
1960 · 
1961–1962 · 
1963 · 
1964 · 
1965 · 
1966 · 
1967–1970 · 
1971 · 
1972 · 
1973 · 
1974 · 
1975 · 
1976 · 
1977 · 
1978 · 
1979 · 
1980 · 
1981 · 
1982 · 
1983 · 
1984 · 
1985 · 
1986 · 
1987 · 
1988 · 
1989 · 
1990 · 
1991 · 
1992 · 
1993 · 
1994 · 
1995 · 
1996 · 
1997 · 
1998 · 
1999 · 
2000 · 
2001 · 
2002 · 
2003 · 
2004 · 
2005 · 
2006 · 
2007 · 
2008 · 
2009 · 
2010 · 
2011 · 
2012 · 
2013 · 
2014 ·
2015 ·
2016 ·
2017 ·
2018 ·
2019 ·
2020 ·
2021
Afghanistan ·
Albanië ·
Algerije ·
Andorra ·
Argentinië ·
Australië ·
Bahrein ·
Bangladesh ·
Bhutan ·
Bosnië en Herzegovina ·
Botswana ·
Brazilië ·
Brunei ·
Cambodja ·
Canada ·
Chili ·
Colombia ·
Congo-Kinshasa ·
Costa Rica ·
Cuba ·
Duitsland ·
Egypte ·
El Salvador ·
Engeland ·
Estland ·
Fiji ·
Filipijnen ·
Finland ·
Frankrijk ·
Gambia ·
Ghana ·
Groot-Brittannië ·
Guam ·
Guinee ·
Haïti ·
Honduras ·
Hongarije ·
Hongkong ·
Ierland ·
IJsland ·
India ·
Indonesië ·
Irak ·
Iran ·
Italië ·
Jamaica ·
Japan ·
Jemen ·
Joegoslavië ·
Jordanië ·
Kazachstan ·
Kenia ·
Kirgizië ·
Koeweit ·
Kroatië ·
Laos ·
Letland ·
Libanon ·
Liechtenstein ·
Macau ·
Malediven ·
Maleisië ·
Mali ·
Marokko ·
Mexico ·
Myanmar ·
Nederland ·
Nepal ·
Nieuw-Zeeland ·
Noord-Korea ·
Noord-Macedonië ·
Noorwegen ·
Oezbekistan ·
Oman ·
Pakistan ·
Palestina ·
Papoea-Nieuw-Guinea ·
Paraguay ·
Peru ·
Polen ·
Portugal ·
Qatar ·
Roemenië ·
Saoedi-Arabië ·
Senegal ·
Servië ·
Servië en Montenegro ·
Sierra Leone ·
Singapore ·
Slovenië ·
Soedan ·
Somalië ·
Sovjet-Unie ·
Spanje ·
Sri Lanka ·
Syrië ·
Tadzjikistan ·
Tanzania ·
Thailand ·
Trinidad en Tobago ·
Tsjechië ·
Tunesië ·
Turkije ·
Turkmenistan ·
Uruguay ·
Venezuela ·
Verenigde Arabische Emiraten ·
Verenigde Staten ·
Vietnam ·
Wales ·
Zambia ·
Zimbabwe ·
Zuid-Korea ·
Zweden ·
Zwitserland
Brazilië (2002) · 
Costa Rica (2002)
FSL ·
A-internationals ·
Sri Lankaans vrouwenelftal
Afghanistan ·
Bahrein ·
Bangladesh ·
Bhutan ·
Brunei ·
Cambodja ·
China ·
DDR ·
Filipijnen ·
Guam ·
Hongkong ·
India ·
Indonesië ·
Irak ·
Iran ·
Japan ·
Jemen ·
Jordanië ·
Kirgizië ·
Laos ·
Libanon ·
Macau ·
Malediven ·
Maleisië ·
Mongolië ·
Myanmar ·
Nepal ·
Noord-Korea ·
Oezbekistan ·
Oman ·
Pakistan ·
Palestina ·
Papoea-Nieuw-Guinea ·
Qatar ·
Saoedi-Arabië ·
Seychellen ·
Singapore ·
Soedan ·
Syrië ·
Tadzjikistan ·
Taiwan ·
Thailand ·
Turkmenistan ·
Verenigde Arabische Emiraten ·
Vietnam ·
Zuid-Korea